# Adam Ries

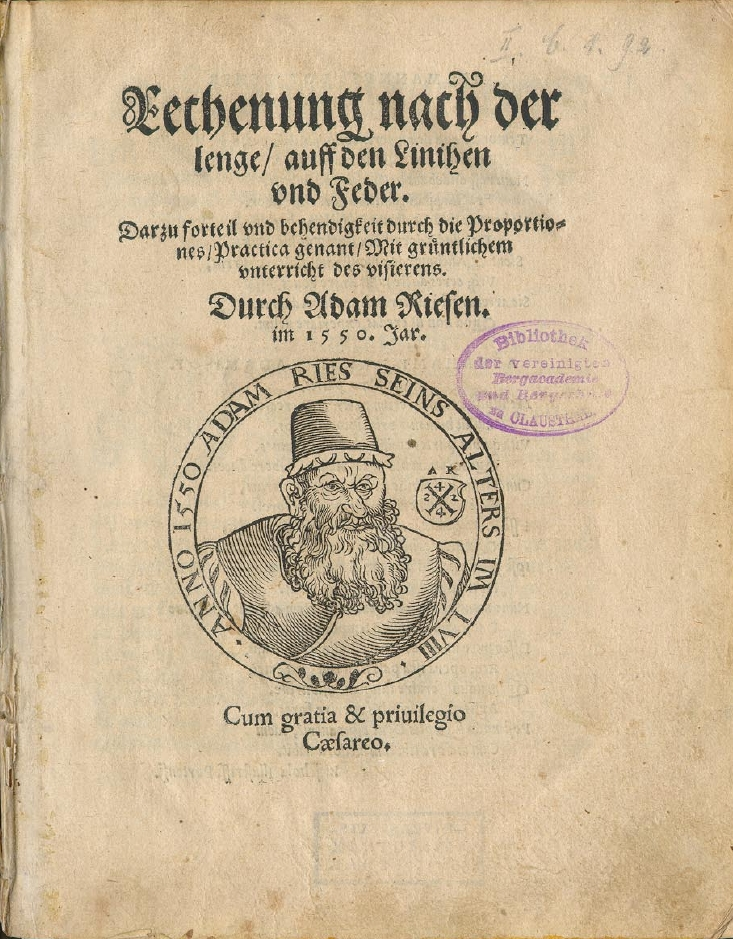
Cartea, Rechenung nach der lenge / auff den Linihen vnd Feder

Adam Ries (n. 1492, Bad Staffelstein, Bayerischer Reichskreis⁠(d), Sfântul Imperiu Roman – d. 30 martie 1559, Annaberg-Buchholz, Saxonia, Germania) a fost un Rechenmeister („maestru socotitor”) matematician german, din secolul XVI, născut în Bad Staffelstein, Oberfranken care a scris o serie de cărți și manuale în care sunt descrise diferite metode de calcul.

## Viața
Despre copilăria, tinerețea lui Ries nu se știe prea mult. Anul nașterii sale se poate determina după inscripția de pe singurul portret cunoscut: ANNO 1550 ADAM RIES SEINS ALTERS IM LVIII  („anul 1550 Adam Ries la vârstă de 58 ani”), ceea ce duce la concluzia că el a fost născut în 1492.
Cu siguranță se poate determina locul de naștere Bad Staffelstein, deoarece în prefața cărții sale de algebra, manual „Coß”, el însuși dă informații. Primele decenii după nașterea lui Ries nu sunt documentate, așa că nu se știe ce școală a absolvit. De asemenea, la pe atunci existenta universitate, nu există referințe la „maestrul de calcul”.
Prima dată Adam Ries este menționat în data de 22 aprilie 1517, când a fost pomenit din cauza unei moșteniri, de sfatul comunal din Bad Staffelstein. În anul 1518 Ries s-a dus la Erfurt, unde conducea o școală de calcule și unde a scris două din cărțile sale care au fost tipărite.
În anul 1522 Adam Ries s-a mutat în tânărul oraș Annaberg, unde a petrecut restul vieții sale în strada Johannis, la o școală de calcul. În clădirea aceea, s-a înființat muzeul de azi, Muzeul Adam-Ries.
În anul 1524 Ries a încheiat manuscrisul de algebră, manual „Coß” (tipărit abia în anul 1992). În acest timp, Ries face cunoștință cu fiica lăcătușului Andreas Leuber din Freiberg, Anna Leuber cu care are cel puțin opt copii. 
În registrul de căsătorii al Bisericii Sfânta Anna din Annaberg din anul 1525 este înregistrat cu: Adam Reyeß Anna Filia Anders lewbers vo Freybergk. În același an depune jurământul de cetățean, câștigându-și pâinea că scriitor la discuții contraverse, și mai târziu ca dijmar.
1539 Ries cumpără, după el numită Riesenburg, un castel în afară orașului, al cărui nume încă mai poartă. După ce în anul 1550 a apărut ultimul lui tipar, a murit în data de 30 martie 1559, probabil în Annaberg, sau Wiesenbad.

## Timbre poștale / monumente

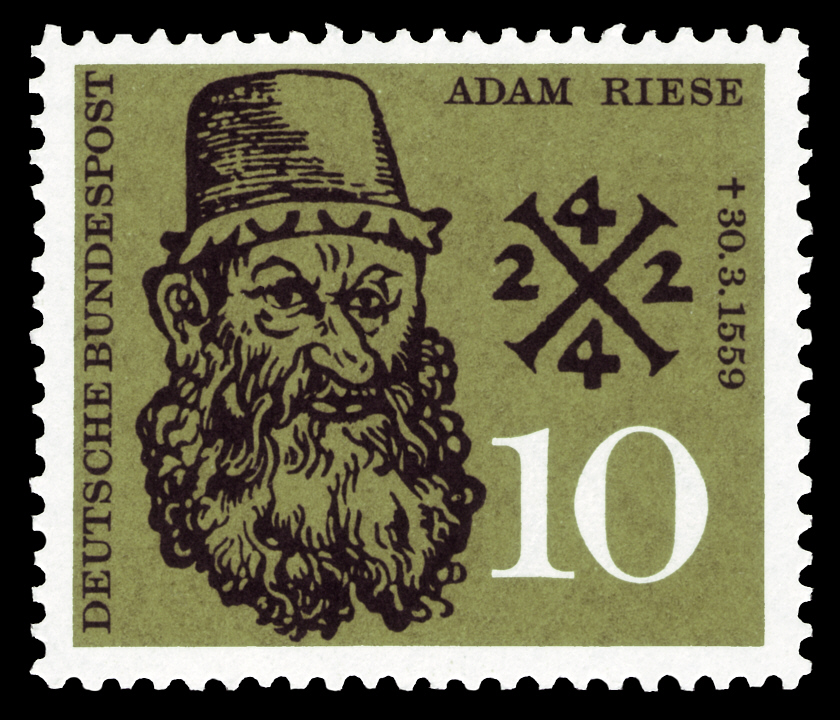
La aniversarea de 400 de ani de la moartea lui Ries
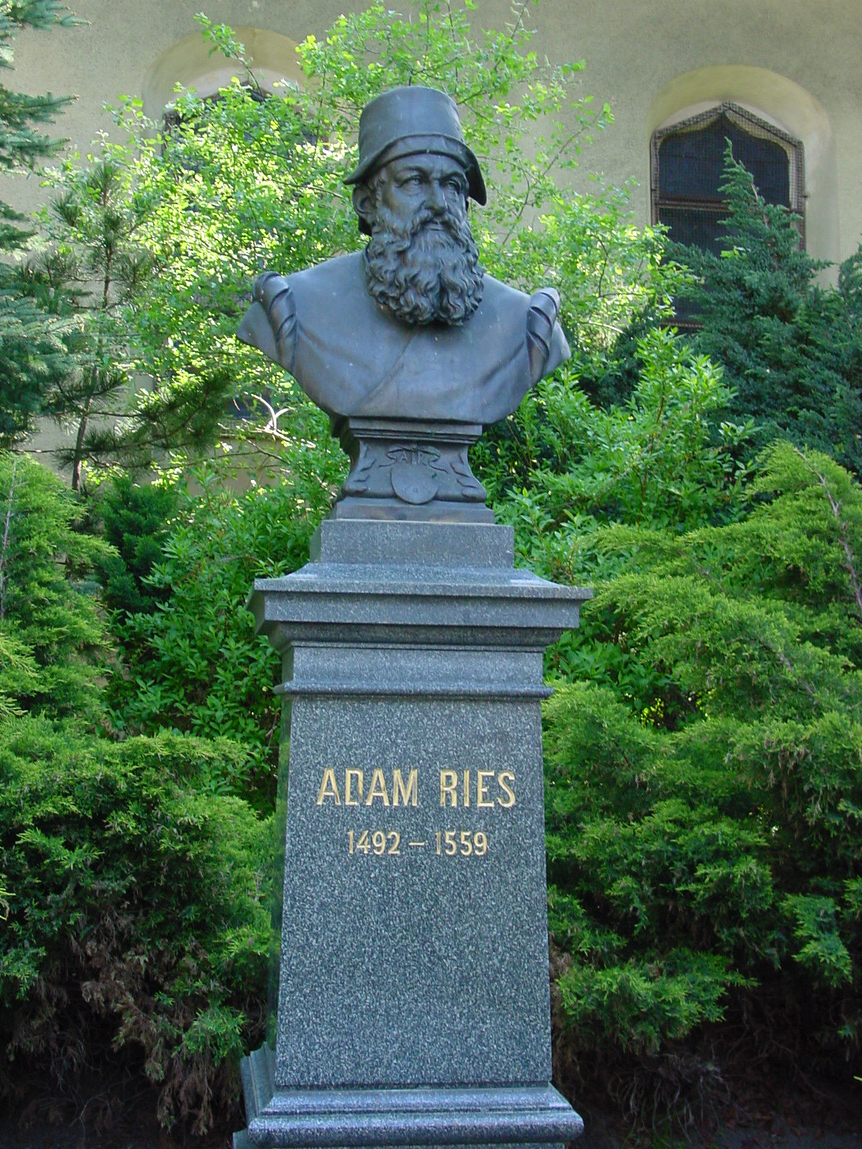
Adam Ries, la Biserica St.Trinitatis în Annaberg-Buchholz
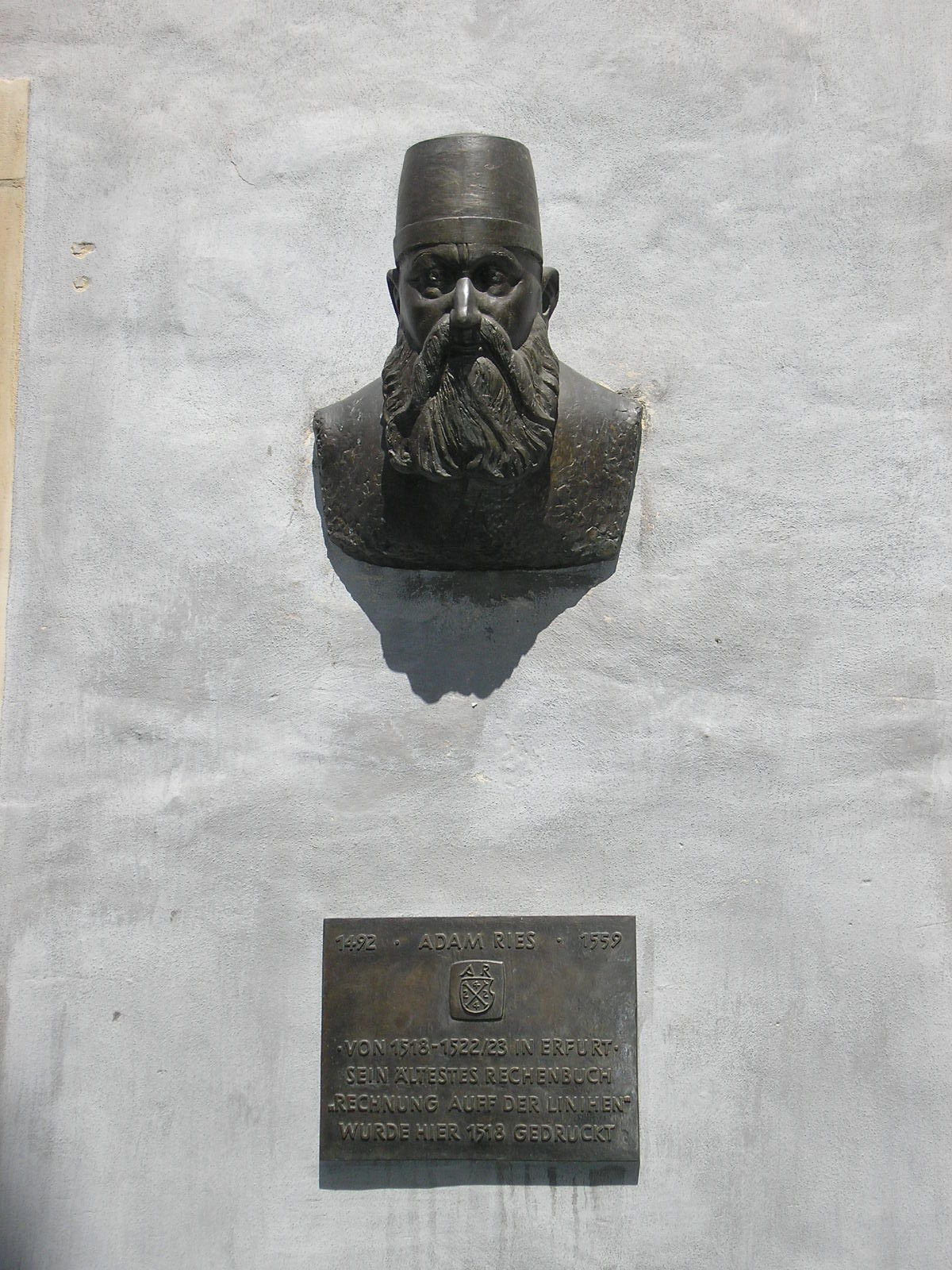
Adam Ries în Erfurt.

## Opere
- Rechnung auff der linihen (1518) Ries descrie socotitul pe liniile unei table de socotit. Conform prefaței la a două ediție, este dedicată special pentru copii.
- Rechenung auff der linihen und federn... (1522). În afară de aritmetica pe placa de socotit, el descrie în această carte socotitul cu cifrele indiene și arabe, pentru ucenici. Această lucrare a fost de cel puțin 114 ori redactată.
- „Coß” Manuscript 1524, tipărit 1992. Manualul de algebră poartă denumirea specifică din evul mediu, și stabilește legătura dintre algebra medievală și aceea modernă.
- Ein Gerechent Büchlein / auff den Schöffel / Eimer / vnd Pfundtgewicht... Manuscript 1533, tipărit 1536. O carte cu tabelele de calcul a prețurilor zilnice.
- Rechenung nach der lenge / auff den Linihen vnd Feder. 1550, aminitit frecvent sub numele de „Practica“. Cartea arată pentru prima dată un portret al autorului, singura imagine a lui Ries, care redă și anul nașterii sale.

De remarcat este faptul că Adam Ries nu scria operele sale în latină - așa cum de fapt se obișnuia - ci în limba germană. Astfel el a contribuit la unificarea limbii germane.
Adam Ries este considerat ca: „tatăl calcului modern”, și cu cercetările și lucrările sale, a contribuit decisiv la faptul ca, numerele romane în general nepractice, să fie înlocuite în mare măsură cu cele arabe.